# Rossejat

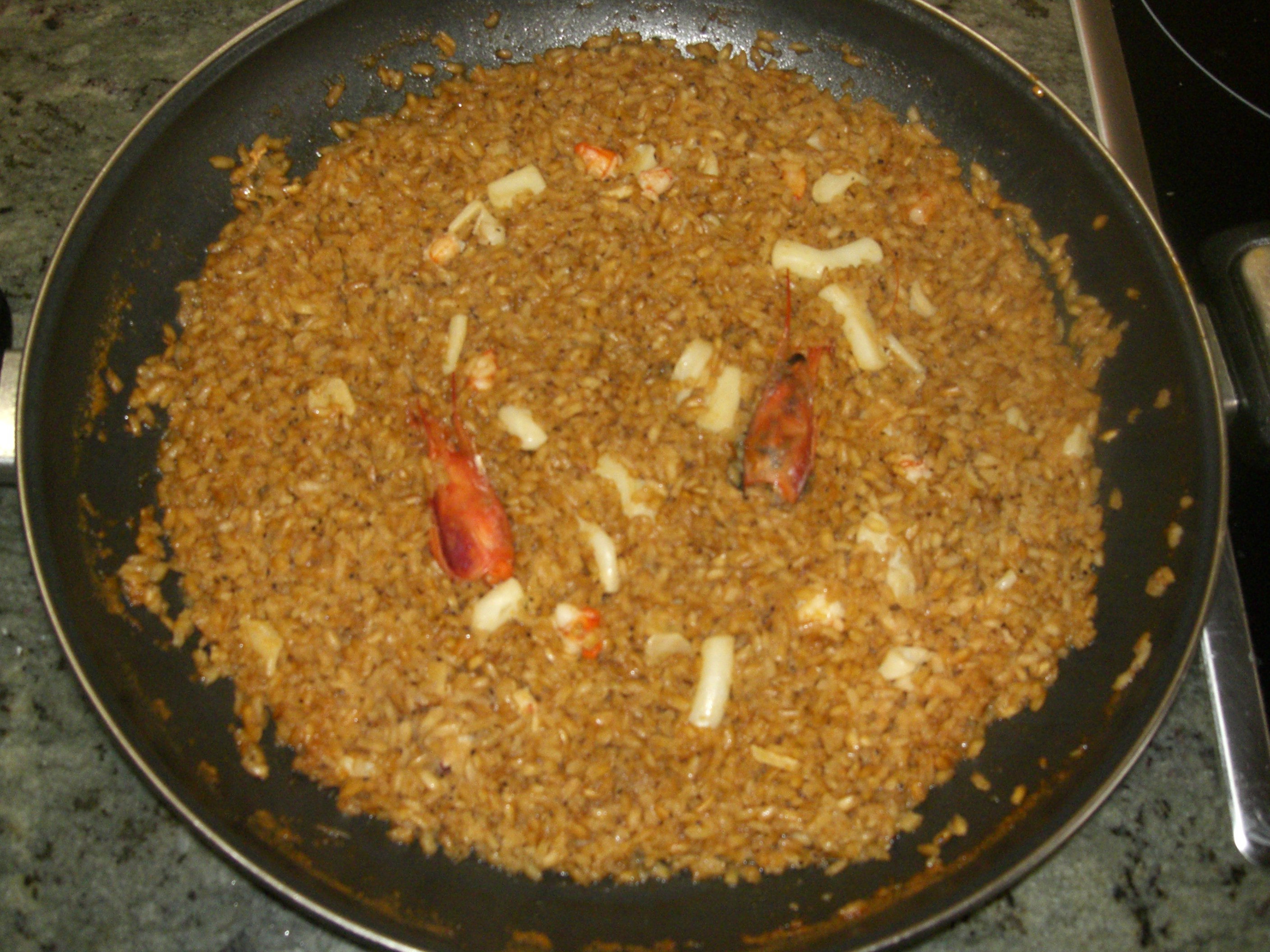
Rossejat de arroz.

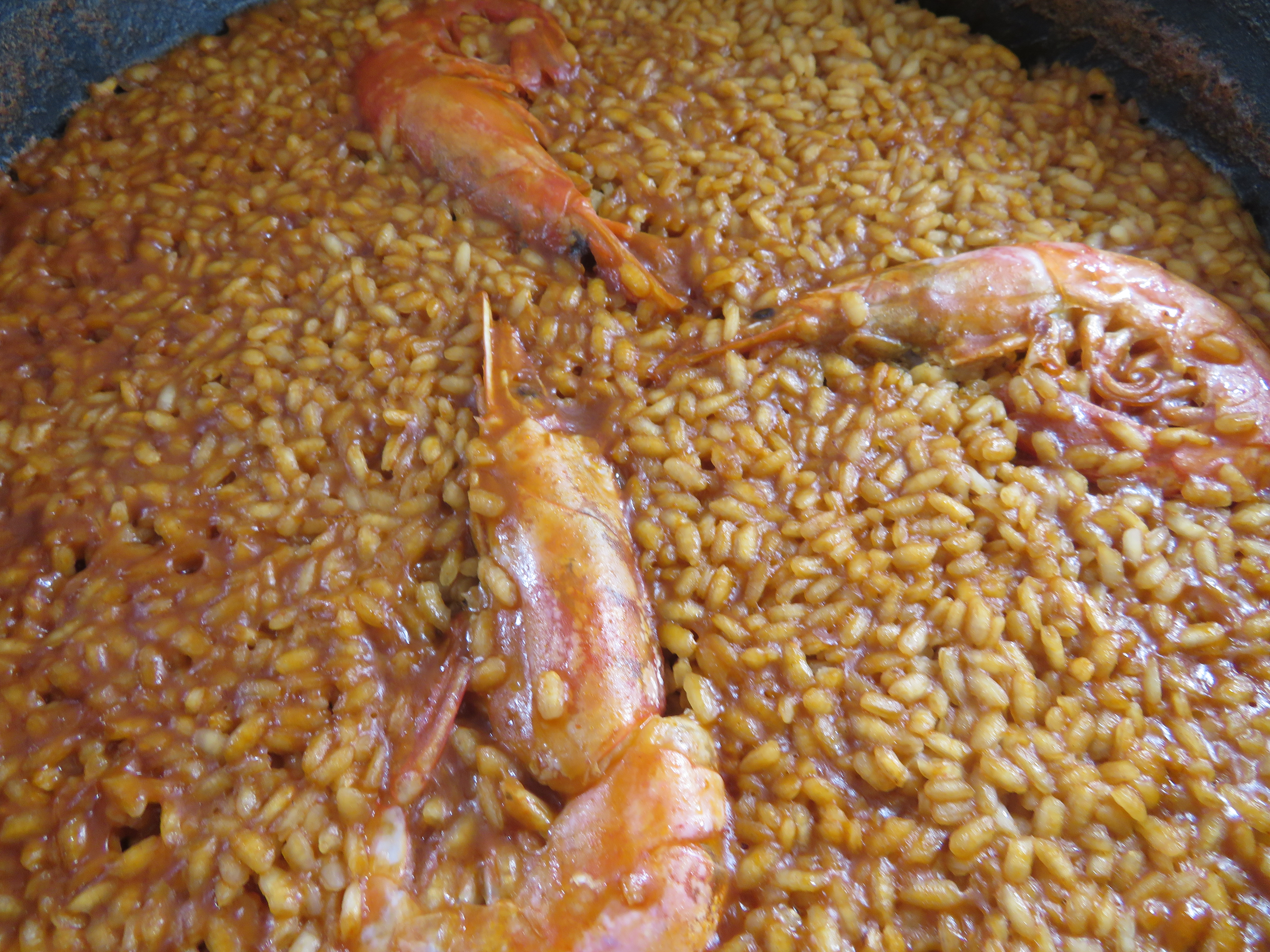
Arroz marinero, rossejat d'arròs, Peñiscola.

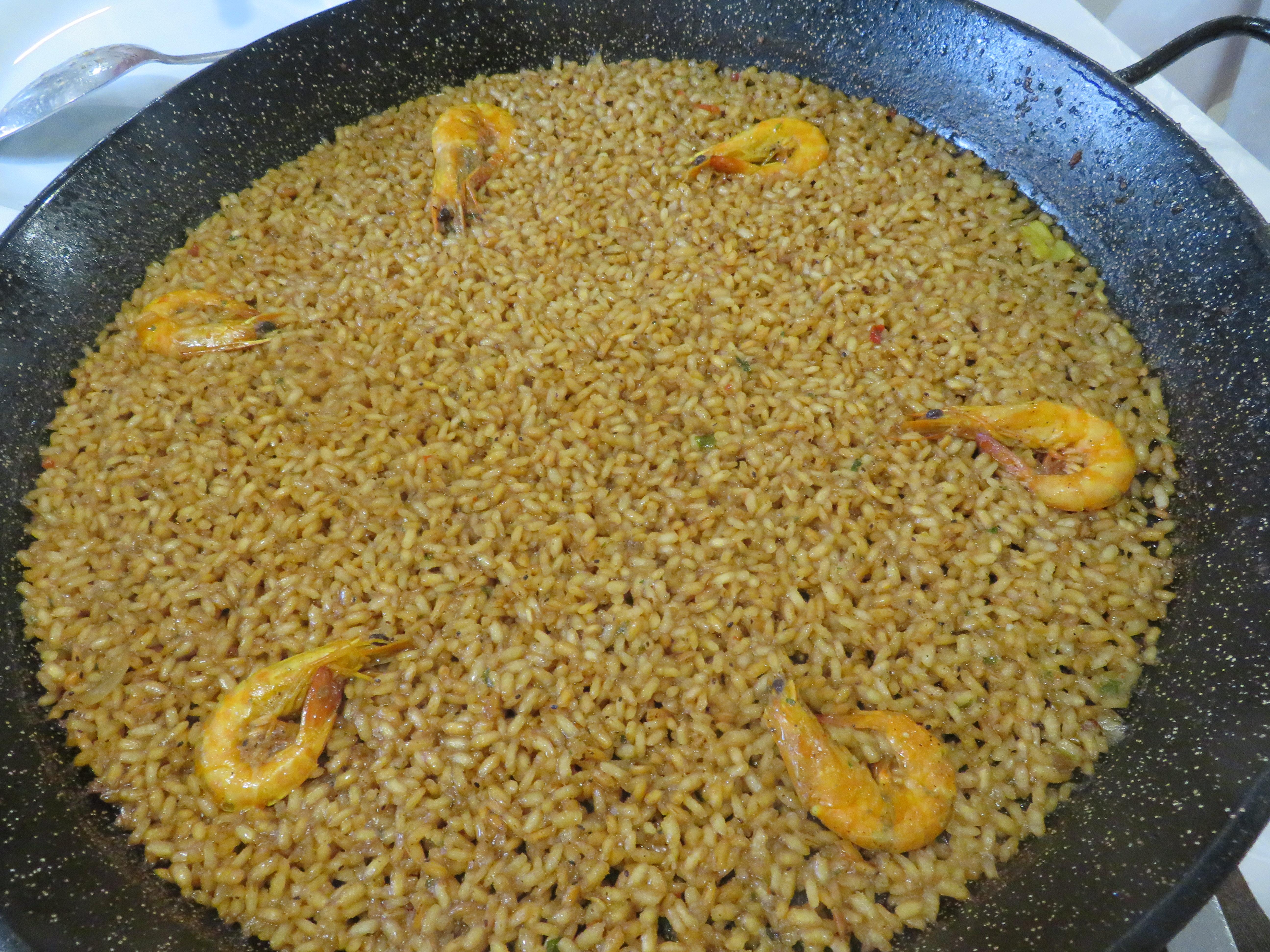
Arrós rossejat, gastronomía marinera de Les Cases, Alcanar

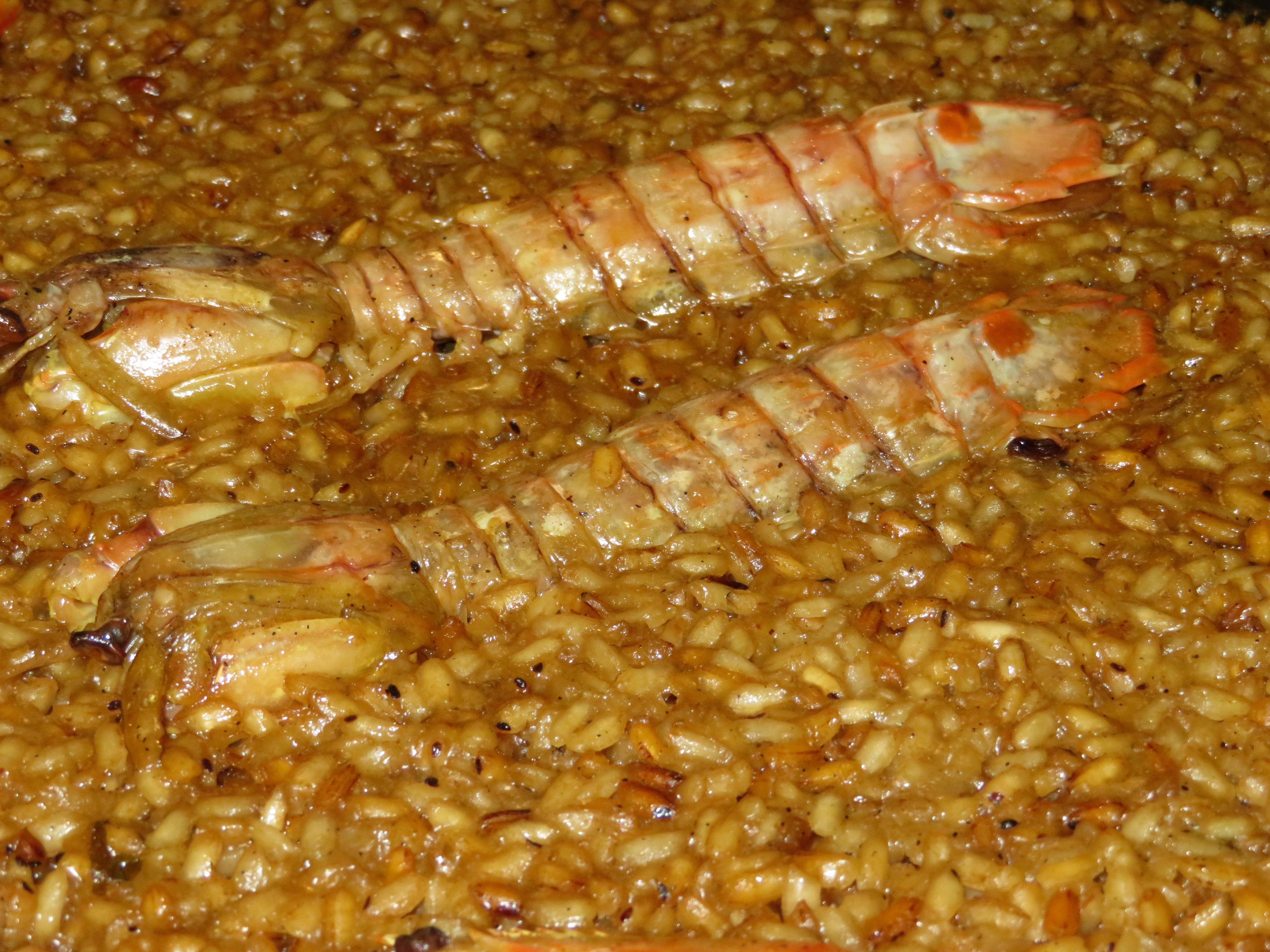
Aspecto del dorado del arroz rossejat

El rossejat d'arròs o arroz rossejat (vulgarmente también arròs sejat o arrós seixat, que en castellano es arroz pobre) es un plato típico de pescadores, de origen muy humilde, que preparaban estos mismos a bordo de los barcos de pesca para aprovechar el pescado que no se vendía, y que se puede degustar en muchas poblaciones costeras de Cataluña y la Comunidad Valenciana, sobre todo en la costa tarraconense (La Ametlla de Mar, Amposta, San Carlos de la Rápita, Cambrils, Calafell) y castellonense (Vinaroz, Benicarló) así como en torno a la Albufera (El Palmar). La particularidad de este arroz es que utiliza una técnica, el rossejat, consistente en que, antes de hervirse en el caldo de pescado y marisco, se dora el arroz crudo junto con el sofrito en aceite en la sartén, hasta que esté transparente, y es después cuando se le añade el agua o el caldo para prepararlo.
Un posible origen del nombre es la palabra rossejat (no arrossejat) que viene de rossejar, que es la técnica de dorar primero el arroz en el aceite antes de hervirlo en agua o caldo. "Se debería escribir siempre así, rossejat, y no con grafías pintorescas: arrossejat, rosseixat, etc." ya que "deriva de rossejar, es decir, dorar en una materia grasa un producto, sea éste arroz o fideos".
Otro posible origen es la palabra "rossetjar" con T, que se traduce al castellano por "arrastrar". El arroz o fideo rossetjat se denominaría así porque el grosor de la capa de arroz o el fideo debe ser muy poco para que se adhiera al fondo de la paella (que no paellera) y por ello para servirlo hay que rossetjar (arrastrar) con la paleta. Es un plato marinero típico de las provincias de Tarragona, Castellón y Valencia, aunque se cocina por todo el litoral mediterráneo de influencia catalana.
Un rossejat, según el diccionario (arrossejat no aparece en ninguno), es un guiso de arroz, carne y otros ingredientes, cocido en casa y tostado al horno.

## Enlaces wikipédicos
- Arroz
- Fideos rossejats